# Гардинно-кружевная компания
ОАО «Гардинно-кружевная компания» — старейшее в России промышленное предприятие по производству гардинно-тюлевых изделий. Крупнейшее современное гардинно-тюлевое предприятие России.

## История

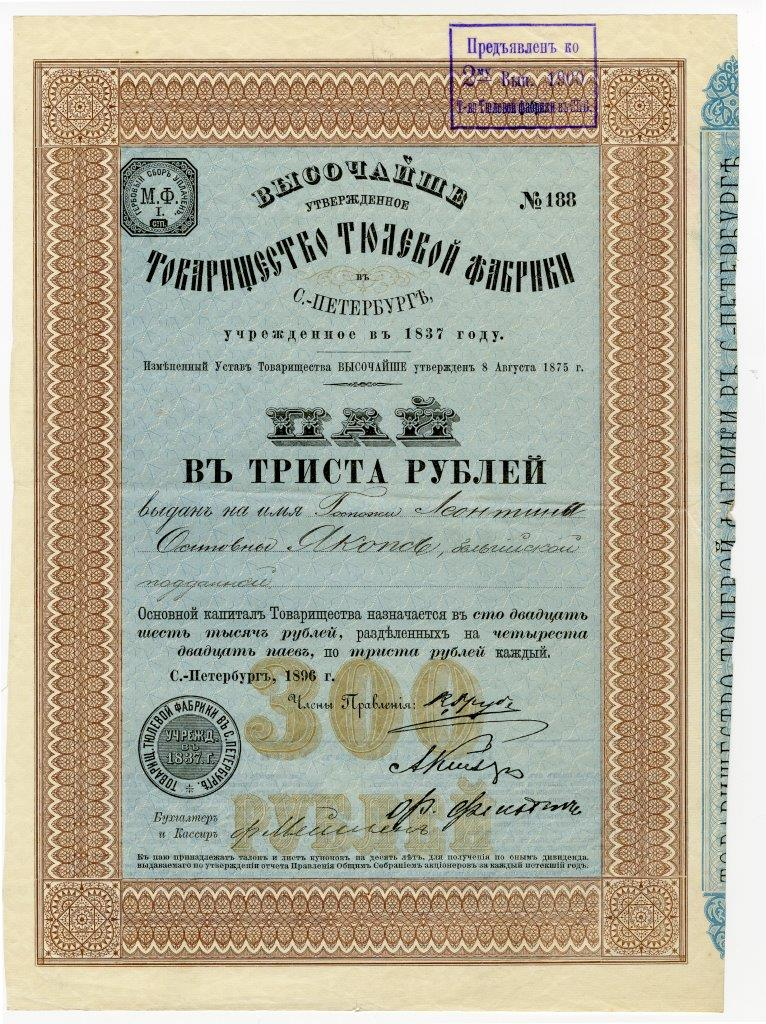
Пай в 300 руб. Товарищества тюлевой фабрики в С.-Петербурге. С.-Петербург, 1896 г.

Первая российская гардинно-тюлевая фабрика. Основана в 1834 году в Санкт-Петербурге. Первоначальное название «Товарищество тюлевой фабрики в С.-Петербурге».
В 1870-х гг. создано «рисовальное отделение», ведущее разработку узоров для тюля.
В 1900 году на знаменитой Всемирной выставке в Париже  в разделе "Кружева, вышивки и позументы" Группы XIII - "ПРЯЖА, ТКАНИ И ОДЕЖДА"  продукция Товарищества тюлевой фабрики была отмечена самой престижной - высшей наградой этого крупнейшего мирового промышленного форума.
После Октябрьской революции 1917 года предприятие было национализировано; в 1922 году получило имя участницы революционного движения К. Н. Самойловой (1876—1921).
Во время Великой Отечественной войны и блокады Ленинграда предприятие оставалось действующим, выпускало маскировочные сети для военной техники, детали для мин и винтовок.
В послевоенное время на предприятии была произведена полная комплексная автоматизация и механизация производства.
В 1974 году на основе фабрики создано Ленинградское гардинно-кружевное производственное объединение.
В 1993 году предприятие было акционировано и зарегистрировано как ОАО «Гардинно-кружевная компания».
В настоящее время открытое акционерное общество «Гардинно-кружевная компания» является крупнейшим гардинно-тюлевым предприятием России и единственным предприятием в Северо-Западном федеральном округе РФ, выпускающим гардинно-тюлевые изделия.
Завод имеет награду «Орден «Знак Почёта»»

## Ассортимент
В настоящее время ассортимент выпускаемой продукции фабрики включает более 170 видов изделий разнообразных рисунков и моделей: комплекты штор, скатерти, салфетки, трикотажные полотна, фасадные и москитные сетки. Продукция фабрики продаётся по всей России и экспортируется в Финляндию, Польшу, Монголию, Вьетнам, на Кубу.

## Награды
- Звание «Предприятие высокой культуры»,
- Орден «Знак Почёта» (1984).
- Знак «Общественное признание — 2001» Санкт-Петербурга и Ленинградской области [3].
- Награды и дипломы промышленных выставок.